# XO Tour Llif3
"XO Tour Llif3" (estilizado como "XO TOUR Llif3" y pronunciado "XO Tour Life") es una canción del rapero estadounidense Lil Uzi Vert perteneciente al EP Luv Is Rage 1.5 (2017) y al álbum debut Luv Is Rage 2 (2017). El sencillo fue lanzado en SoundCloud el 26 de febrero de 2017, y luego el 24 de marzo de 2017 en todas las plataformas de streaming. La pista fue producida por TM88, con la coproducción de JW Lucas. Alcanzó el puesto número siete en el Billboard Hot 100, convirtiéndose en el sencillo de Lil Uzi Vert con la posición más altas como solista hasta el lanzamiento de "Futsal Shuffle 2020", que alcanzó el puesto número cinco. También fue su segunda canción en el top 10 después de su participación en "Bad and Boujee" de Migos. El 7 de diciembre de 2022 la canción obtuvo la certificación de diamante por parte de la RIAA por vender más de 11 millones de copias. Una secuela de la canción, titulada "P2", se incluyó en el segundo álbum de Lil Uzi Vert, Eternal Atake (2020). Desde entonces, la canción ha llegado a ser considerada como la canción insignia de Lil Uzi Vert.
Más tarde apareció en la banda sonora de WWE 2K20.

## Antecedentes
"XO Tour Llif3" comenzó cuando Lil Uzi Vert empezó a colaborar con el productor TM88. Lil Uzi Vert contactó originalmente a TM88 a través de FaceTime mientras TM88 estaba en Miami para trabajar con los raperos Future y Gucci Mane. El vuelo de regreso de TM88 a Atlanta se retrasó debido al tiroteo en el aeropuerto de Fort Lauderdale. Durante la espera de diez horas en el aeropuerto, TM88 perdió el cargador de su computadora portátil. Cuando TM88 regresó a Atlanta, no pudo acceder a su computadora, lo que lo llevó a usar una computadora vieja y un altavoz Beats Pill para producir el instrumental de "XO Tour Llif3".
El 26 de febrero de 2017, Lil Uzi Vert lanzó en su cuenta de SoundCloud Luv Is Rage 1.5, una EP que consta de cuatro pistas, donde incluyó "XO Tour Llif3". La canción acumuló rápidamente millones de reproducciones y atención en las redes sociales y, como resultado, se le dio un lanzamiento comercial. La popularidad de "XO Tour Llif3" resultó en el viral "Lil Uzi Vert Challenge".

## Composición
"XO Tour Llif3" es una canción emo rap compuesta en compás de 4/4 y tiene una duración de tres minutos dos segundos. La pista está escrita en si menor y tiene un tempo de 155 latidos por minuto con una progresión de acordes de Solmaj7—Mi menor—Solmaj7—Si menor—La. La canción está inspirada en la relación de Lil Uzi Vert con Brittany Byrd y la eventual ruptura de la pareja en junio de 2016. Los temas de la canción se centran en el abuso de sustancias, citando Xanax y el abuso de medicamentos recetados como una forma de aliviar la angustia. Lil Uzi Vert hace referencia al dinero en numerosas ocasiones en la pista con una línea que dice "todos mis amigos están muertos", citando el uso de presidentes fallecidos en los billetes. TM88 produjo "XO Tour Llif3" en FL Studio. XO Tour Llif3 fue originalmente una colaboración con otro productor, JW Lucas. TM88 aceleró el ritmo original y cortó la introducción y el primer verso antes de usar el complemento de FL Studio Gross Beat para manipular el volumen y el tiempo del instrumental.

## Recepción de la crítica
El escritor de Pitchfork, Matthew Strauss, declaró: "Uzi se resiste a la caricatura total con [su] uso liberal de detalles oscuros y maníacos, y en 'XO TOUR Llif3' [canalizan] la indulgencia de los sentidos embotados perfeccionados por Future en su punto más alto en DS2". Con respecto a la producción, Strauss afirmó: "La producción en clave menor ligeramente psicodélica de TM88 le da a la indiferencia de Uzi la sensación de un sueño". Jordan Sargent de Spin escribió: "Aunque la canción es un éxito instantáneo entre la creciente y febril base de fans de Uzi Vert, tanto es así que [su] sello grabó rápidamente un video animado que llegó a YouTube esta mañana, también funciona como un buen punto de entrada para cualquiera que aún no se haya acercado a un artista que está a punto de convertirse en una de las voces más ubicuas del rap". Complex y Pigeons & Planes la nombraron la mejor canción del año, Billboard y Pitchfork la consideraron la quinta mejor canción del año, Jon Caramanica de The New York Times la octava, El personal de Rolling Stone la consideró la decimoséptima, y Entertainment Weekly la duodécima.

## Desempeño comercial
"XO Tour Llif3" ingresó a la lista Billboard Hot 100 emitida el 4 de abril de 2017 en el número 49 y alcanzó el puesto número 7 en mayo de 2017. Spotify reconoció la canción como una de las pistas más reproducidas del verano de 2017 en los Estados Unidos. Para septiembre de 2017, la canción había generado 1.300 millones de transmisiones en todas las plataformas de transmisión, generando $ 4.5 millones de dólares y Lil Uzi Vert solo ganó $ 900 000. Lil Uzi Vert hizo un estimado de $0.00069231 por reproducción.
La canción actualmente se encuentra en más de 2 mil millones de reproducciones en las plataformas de transmisión.

## Videos musicales
El 13 de marzo de 2017 se lanzó un video musical animado de "XO Tour Llif3" en el canal de YouTube de Lil Uzi Vert. El video, que ha sido citado como "trippy", fue animado por Andrew William Ralph y presenta una versión de dibujos animados de Lil Uzi Vert agarrando un volante mientras sostiene un porro entre sus dedos. El video recibió más de 290 millones de visitas hasta agosto de 2018. El video no ha estado en YouTube desde el lanzamiento del video oficial el 4 de septiembre de 2017. El 4 de agosto de 2017 se lanzó el video con la letra oficial de la canción. Dirigido por Jered Harrison, el video muestra una versión animada de Uzi conduciendo su motocicleta desde la bodega de carga de un avión hacia un cielo púrpura mientras los billetes de un dólar se materializan en el aire a su alrededor antes de aterrizar en una multitud de fanáticos. El video también dejó de aparecer en YouTube a partir del 4 de septiembre, pero se hizo público nuevamente el 16 de diciembre de 2017.
Un mes más tarde, el 4 de septiembre, se lanzó el video musical oficial de "XO Tour Llif3"; presenta como cameos a artistas del sello XO como The Weeknd y Nav. Dirigido por el diseñador de moda Virgil Abloh, el video fue filmado en Francia en el distrito 10 de París. El video se volvió controversial después de que se supiera que los subtítulos en árabe, incorporados en el video estilísticamente, eran meramente estéticos y no una traducción real de la letra. Un traductor de árabe que se alistó previamente en un grupo para crear los subtítulos originales, luego descartados por razones desconocidas, notó el contenido sin sentido de los subtítulos a Abloh, quien rápidamente dijo que le encantaba el aspecto "'equivocado'". El video oficial ha recibido más de 461 millones de visitas hasta noviembre de 2021.

## Continuación
El 6 de marzo de 2020, Lil Uzi Vert lanzó una secuela "líricamente reflexiva" de la canción, titulada "P2", como parte de su segundo álbum de estudio, Eternal Atake. La canción contiene el mismo ritmo de batería y elementos melódicos del estribillo original, con Lil Uzi cambiando la línea del estribillo a "I don't really care 'cause I'm done".